# Austin Organs
Austin Organs, Inc. ist eine US-amerikanische Orgelbaufirma. Sie wurde von John Turnell Austin (* 1869 in England; † 1948 in den USA) gegründet.

## Geschichte
Austin wurde 1859 in England geboren. Er ist Erfinder einer speziellen elektro-pneumatischen Windlade-Technik, des sogenannten Universal Air Chest System, und Gründer der Austin Organ Company.

## Werke (Auswahl)
| Jahr | Opus | Ort                         | Gebäude                                | Bild | Manuale | Register | Bemerkungen                                                     |
| ---- | ---- | --------------------------- | -------------------------------------- | ---- | ------- | -------- | --------------------------------------------------------------- |
| 1893 | 1    | Detroit, Michigan           | Central Christian Church               |      | II/P    | 16       | Erste Austin-Orgel überhaupt; wurde durch einen Brand zerstört. |
| 1894 | 2    | Detroit, Michigan           | Sweetest Heart of Mary Catholic Church |      | II/P    | 20       | Die älteste funktionsfähige Austin-Orgel                        |
| 1915 | 453  | San Diego                   | Balboa Park                            |      | IV/P    | 62       | Eine der ganz wenigen existieren Freiluftorgeln auf der Welt.   |
|      | 1215 | Hanover (Pennsylvania)      | Saint Matthew’s Lutheran Church        |      | IV/P    | 261      | Eine der weltgrößten Orgeln.                                    |
| 2004 | 2789 | Northampton (Massachusetts) | St. John’s Episcopal Church            |      | II/P    | 38       | Die derzeit letzte gelistete Arbeit.                            |